# 貞包紘子
貞包 紘子（さだかね ひろこ、1986年5月16日 - ）は、愛知県出身のショートトラックスピードスケート選手。

## 経歴
- 1997年、11歳で出場した第4回国際インラインスケート岐阜長良川大会で女子ジュニアの部で2位に入賞し注目を浴びた。
- 高崎健康福祉大学高崎高等学校時代から常に世代をリードする存在であった。
- 世界ジュニア選考試合のJOCジュニアで総合優勝、代表選手に選考されるも3日後に脊椎骨折の大怪我。長期の入院、リハビリ生活を経て、見事復活。
- 順天堂大学に進学後、2004年に行われた第10回JOCジュニアオリンピックカップ選手権で2分40秒832のタイムを出し総合優勝を果たす。
- 2005年、日本選手権で好走し、世界チーム選手権・世界選手権両代表に選出されたが、トリノオリンピックの出場は紙一重で逃した。
- 2007年、イタリア・トリノで行われたユニバーシアード冬季大会に出場。3000mリレー、日本女子チームの銀メダル獲得に貢献した。
- 2009年、カナダ・モントリオールで行われたショートトラックスピードスケートのワールドカップ（Ｗ杯)第3戦　女子1500mではＷ杯自己最高の8位に入る。
- 2010年、バンクーバーオリンピック ショートトラック女子1500mで五輪初出場。

　予選第6組では終始冷静な滑りで2着に入り準決勝へ進出。
準決勝第1組では4位に終わり決勝進出には至らなかった。　9～12位の順位決定戦で総合12位。